# Công ước Pháp – Thanh 1887
Công ước Pháp – Thanh 1887 hay còn có tên là Công ước Constans 1887, tên đầy đủ là Công ước về việc phân định biên giới giữa Trung Quốc và Bắc Kỳ (tiếng Pháp: Convention relative à la délimitation de la frontière entre la Chine et le Tonkin), được thực hiện giữa Pháp và nhà Thanh, vào ngày 26 tháng 6 năm 1887, nhằm thi hành Điều khoản 3 của Hòa ước Thiên Tân 1885 mà hai bên đã ký năm 1885. Nội dung của công ước này nhằm phân chia lại đường biên giới giữa Bắc Kỳ (khi đó là thuộc địa của Pháp) và Trung Quốc.

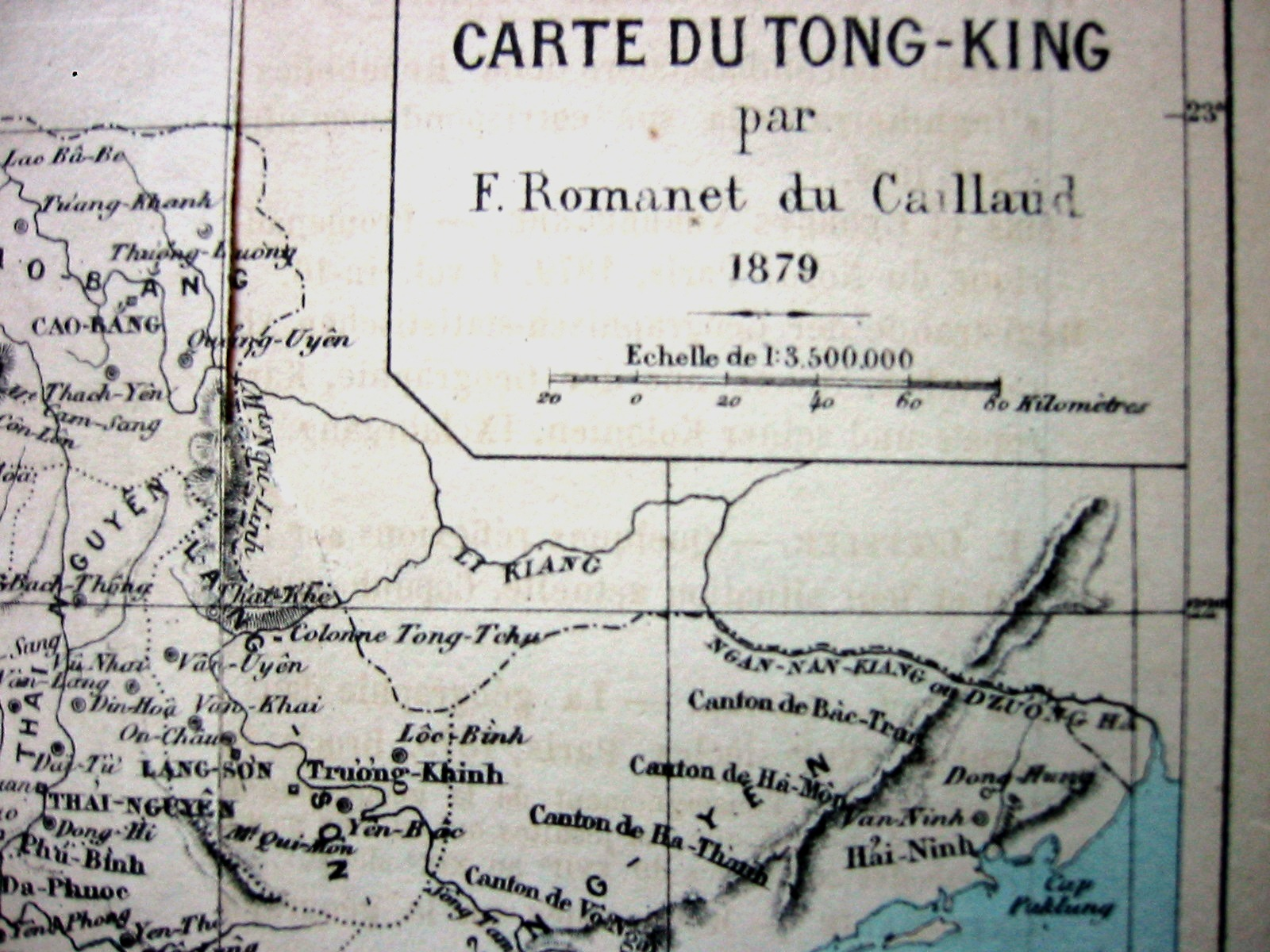
Bản đồ địa giới Bắc Kỳ năm 1879, tức tám năm trước Công ước Pháp Thanh lấy sông Dương Hà (sông An Nam Giang nay là Phòng Thành Giang chảy ra Phòng Thành Cảng) làm biên giới giữa tỉnh Quảng Yên và tỉnh Quảng Đông. Sau năm 1887 thì biên giới chuyển xuống phía nam, lấy cửa sông Bắc Luân (sông Ka Long) ở Hải Ninh (Móng Cái) làm địa giới

Trong quá trình hai bên tiến hành phân chia đường biên giới; đại diện nhà Thanh là Lý Hồng Chương đã nói với đô đốc Pháp Rieunier: nước Pháp đã đạt được nhiều quyền lợi khi chiếm được Bắc Kỳ, một nước chư hầu của Trung Hoa 600 năm nay; việc này là nhờ trung gian của tôi. Nó đã gây cho tôi nhiều phiền phức; tôi nghĩ rằng một sự đền bồi dưới dạng nhượng vài vùng đất nhỏ trên vùng biên giới là cần thiết.
Pháp nghe nói và cũng muốn để cho Trung Hoa công nhận sự chiếm đóng Bắc Kỳ của Pháp và không gây khó khăn nên đã nhân nhượng và thực hiện cắt một số đất đai ở Hà Giang và Quảng Yên giao cho nhà Thanh.

## Nội dung chính

### Biên giới trên đất liền

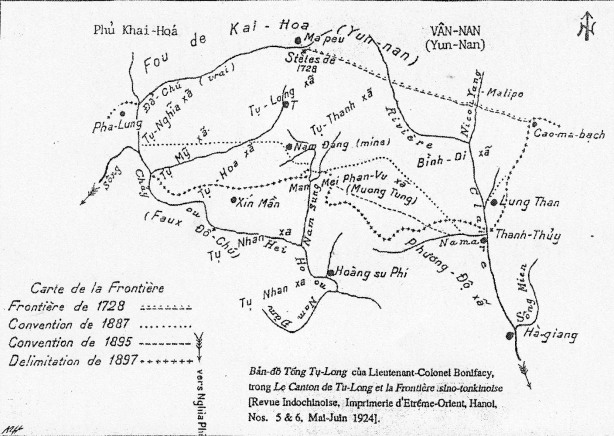
Biên giới Việt Nam – Trung quốc thay đổi sau các công ước Pháp Thanh, làm Việt Nam mất dần vùng đất Tụ Long

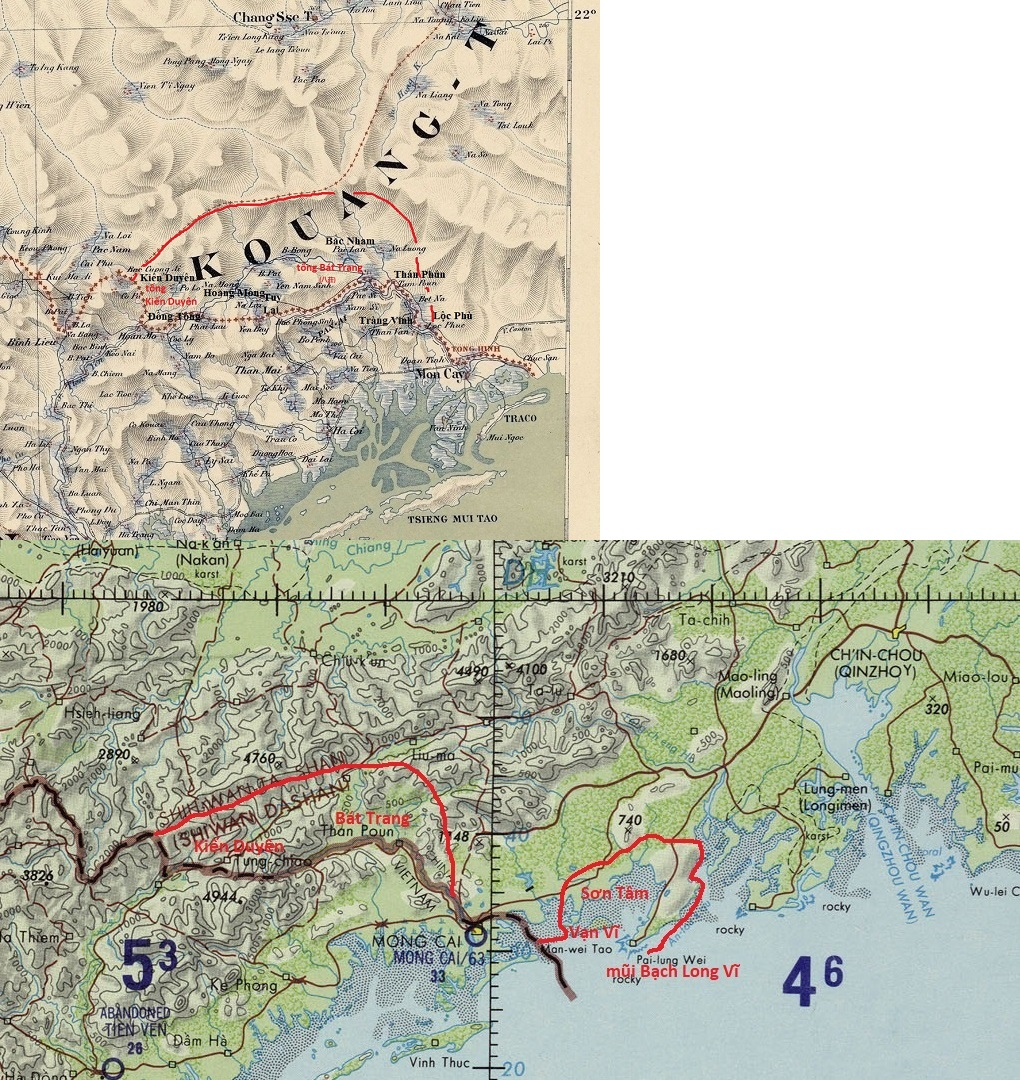
Các phần đất Việt Nam thuộc tỉnh Quảng Yên (Quảng Ninh) bị mất về Trung Quốc sau các công ước Pháp – Thanh 1887 và 1895, là các xãː Bắc Nham, Hoàng Mộng, Tuy Lai, Nật Sơn, Thượng Lại, Cổ Hoằng và Vụ Khê thuộc tổng Bát Trang cùng với các xã Kiến Duyên, Đồng Tông thuộc tổng Kiến Duyên phủ Hải Ninh. Mũi Bạch Long hay mũi Bạch Long Vĩ (Paklung) thuộc xã An Lương, cùng các làng Mễ Sơn (米山, Mi-shan), Vạn Vĩ (澫尾 hay 萬尾, Van-mie), Mi Sơn tổng Hà Môn phủ Hải Ninh trên các bản đồ sau năm 1887 đã bị cắt cho Trung Quốc.

1. Cắt 3/4 đất tổng Tụ Long thuộc tỉnh Hà Giang, có diện tích 750 km² cho tỉnh Vân Nam – Trung Quốc
2. Cắt 9 xã rưỡi thuộc tổng Kiền Duyên và Bát Tràng thuộc tỉnh Quảng Yên cho tỉnh Quảng Đông – Trung Quốc

### Biên giới trên biển

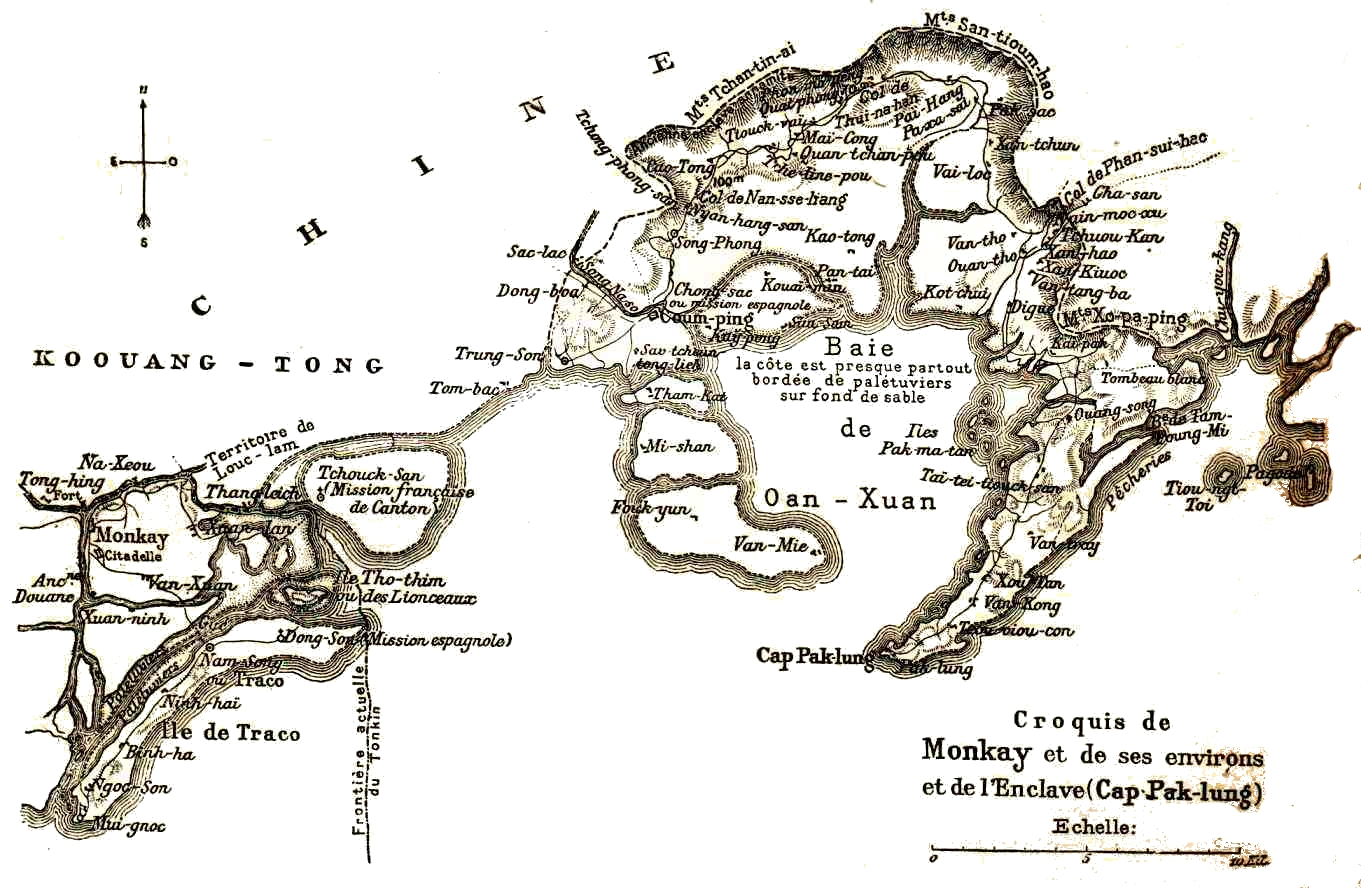
Mũi Bạch Long hay mũi Bạch Long Vĩ (Paklung) trên bản đồ 1888 bị cắt cho nhà Thanh.

Các đảo ở về phía Đông của đường kinh tuyến đông 105 độ 43 phút Paris, có nghĩa là đường thẳng Bắc  Nam đi qua đông điểm của đảo Trà Cổ và tạo thành đường biên giới thì thuộc về Trung Quốc

## Việc thực thi
Sau khi những nhượng bộ của Pháp dành cho Trung Quốc về đường biên giới trên đất liền và biển, việc thực thi được thực hiện bởi đại diện của hai bên là Ernest Constans – Đặc sứ của Cộng hoà Pháp tại Trung Hoa và Khánh Thân vương Dịch Khuông – Chưởng quản Tổng lý Nha môn của Đại Thanh, ký tên trong biên bản những chi tiết sau đây để giải quyết dứt khoát sự phân định đường biên giới:
1. Các biên bản và các bản đồ kèm theo đã được các uỷ ban Pháp – Trung thiết lập và ký tên thì được công nhận
2. Các điểm mà tại đó hai Ủy ban đã không thể giải quyết và những sửa đổi được phê duyệt qua phần 2 của công ước 9 tháng 6 thì được giải quyết như sau:

- Tại Quảng Đông, hai bên thoả thuận rằng những điểm tranh chấp ở về phía Đông và phía Đông Bắc Móng Cái, những điểm này ở phía bên kia của đường biên giới đã được uỷ ban phân định xác định thì chúng được giao cho Trung Hoa
- Những hòn đảo trong vịnh Bắc Bộ (tức vịnh Tonkin) ở về phía Đông của đường kinh tuyến Paris 105 độ 43 phút kinh độ Đông, có nghĩa là đường thẳng Bắc Nam đi qua đông điểm đảo Trà Cổ và tạo thành đường biên giới giữa Đại Thanh (Trung Quốc) với sứ Bắc Kỳ thuộc Pháp, cũng được giao cho Trung Hoa
- Các đảo "Go Tho" (đảo Cô Tô) và những đảo khác ở về phía Tây của đường kinh tuyến này thì giao cho Bắc Kỳ

### Hiệp định được thực thi của hai bên gồm có các tài liệu
- Nội dung bản công ước
- Bản đồ phân định lãnh hải khu vực vịnh Bắc Bộ giữa Bắc Kỳ và Quảng Đông
- Bản đồ phân định lãnh thổ giữa Bắc Kỳ với Quảng Đông, Quảng Tây, Vân Nam

Trên các bản đồ phân định có chữ ký đại diện của hai bên, bên góc trái là của Pháp, bên góc phải là của Trung Hoa

### Nội dung công ước

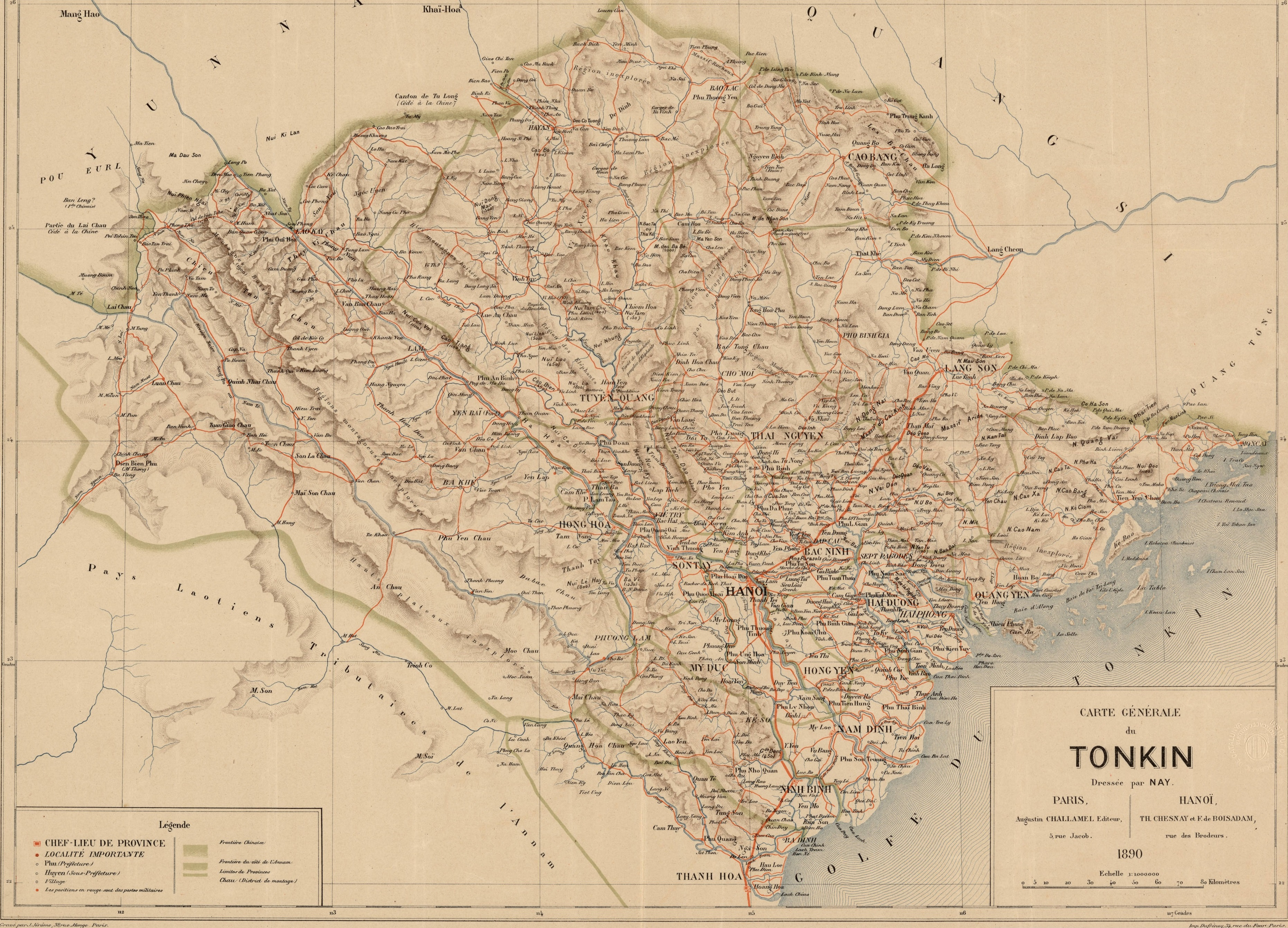
Bản đồ Bắc Kỳ năm 1890 sau Công ước Pháp-Thanh 1887 nhưng trước Công ước Pháp-Thanh 1895.

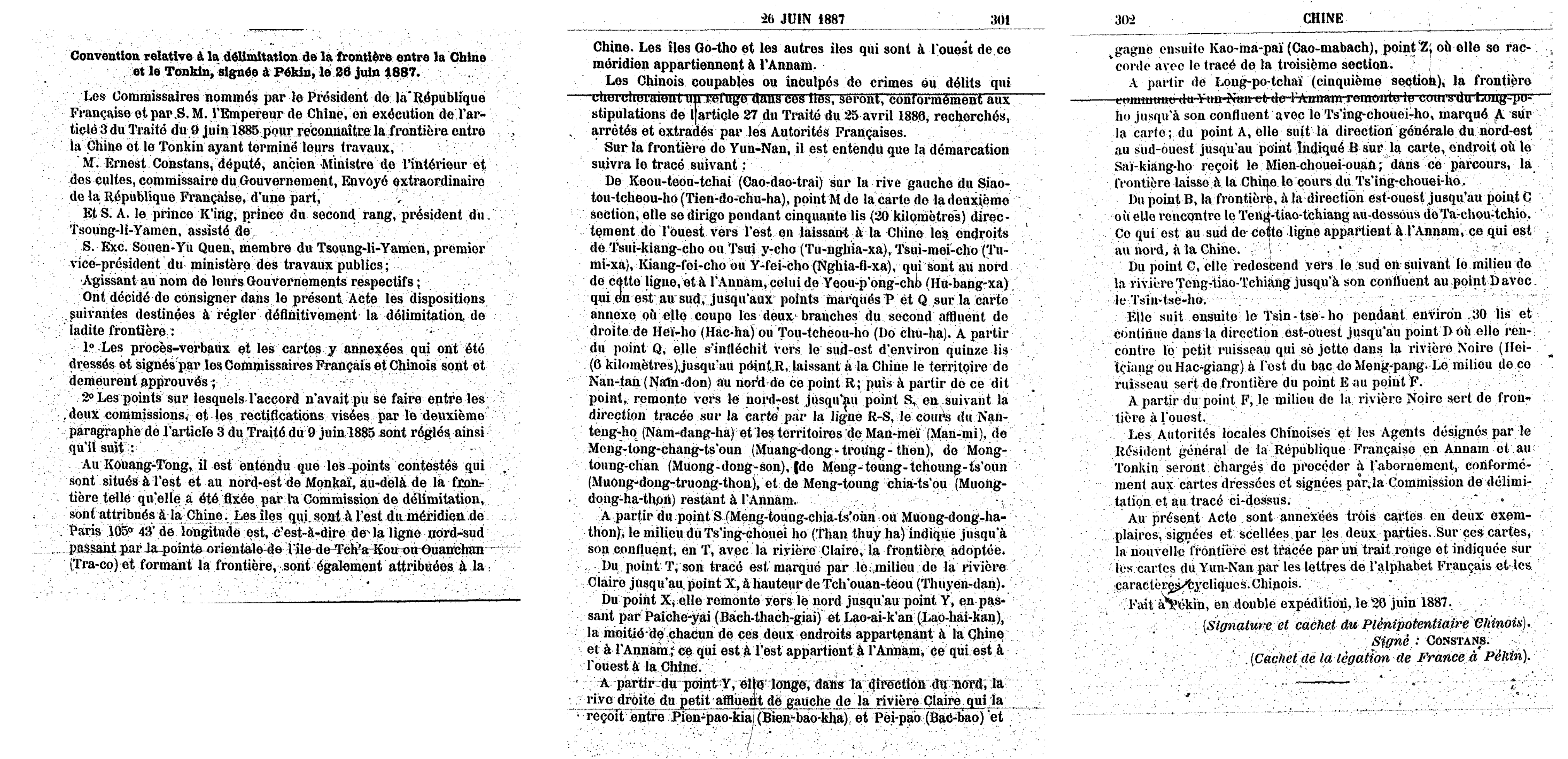
Toàn văn Công ước Pháp - Thanh năm 1887 bằng tiếng Pháp.

Biên giới 1902 (chữ thập) và vùng Tụ Long bị mất (gạch đỏ)

"...Trên biên giới của tỉnh Vân Nam, hai bên thoả thuận là con đường phân giới sẽ được vạch như sau:
"Từ Keou-teou-tchai (Cẩu Đầu Trại) trên tả ngạn sông Siao-tou-tcheou-ho (Tiểu Đỗ Chú Hà), điểm M của bản đồ đoạn thứ hai, đường biên giới chạy thẳng từ Tây sang Đông khoảng 50 dặm (20 km), dành cho Trung Quốc các vùng Tsui-kiang-che hay Tsui-y-che (Tụ Nghĩa xã 聚義社 Jù-Yì-shè), Tsui-mei-che (Tụ Mỹ Xã 聚美社 Jù-Mei-shè), Liang-fei-che (Lương Phì xã 糧肥社 Liáng-Féi-shè) hay Y-fei-che (Nghĩa Phì xã 義肥社 Yì-Féi-shè) là những vùng nằm ở phía bắc đường biên giới, và dành cho An Nam vùng Yeou-pòng-che (Hữu Bằng Xã 有憑社 Yòu-Píng-shè) nằm ở phía Nam đường phân giới cho đến các điểm P và Q trên bản đồ kèm theo, những nơi mà biên giới gặp hai nhánh của chi lưu thứ hai bên phải của sông Hei-ho (Hắc Hà 黑河 Hēi-hé) hay Tou-tcheou-ho (Đổ Chú Hà 堵呪河 Dǔ-Zhòu-hé). Từ điểm Q, đường biên nghiêng về phía Đông Nam khoảng 15 dặm (6 km) đến điểm R, để cho Trung Quốc vùng Nam-tan (Nam Đơn 南丹 nán-dān) ở phía Bắc điểm R, rồi từ điểm này nó đi ngược lên đông bắc tới điểm S, theo hướng vạch trên bản đồ bởi đường R – S để lại cho An Nam dòng sông Nan-teng-ho (Nam Đăng Hà 南燈河 nán-dēng-hé), các vùng Man-Mei (Man Mỹ 縵美 Màn-Mei), Meng-tong-chang-ts'oun (thôn Mường Động Trung 猛硐中村 Měng-tóng-zhōng-cūn), Meng-tong-chang (thôn Mường Động Sơn 猛硐山 Měng-tóng-shān), Meng-tong-tchoung-ts'oun (thôn Mường Động Thượng 猛硐上村 Měng-tóng-shàng-cūn) và Meng-tong-chia-ts'oun (thôn Mường Động Hạ 猛硐下村).
Bắt đầu từ điểm S, Meng-tong-chia-ts'oun (thôn Mường Động Hạ Měng-tóng-xià-cūn), đến điểm T, chỗ hợp lưu sông Lô, đường giữa sông Ts'ing-Chouei-ho (Thanh Thủy Hà 青水河 qīng-shuǐ-hé) là đường biên giới được thoả thuận.
Từ điểm T, đường biên giới được đánh dấu bằng đường giữa (trung tuyến) sông Lô đến điểm X, ngang với Tch'ouan-teou (Thuyền Đầu 船頭 Chuán-tóu).
Từ điểm X, đường biên giới ngược lên phía Bắc, đến điểm Y, chạy qua Pai-che-yai (Bạch Thạch Giai) và Lao-ai-kan (Lão ải Khảm), một nửa của mỗi khu vực trong hai khu vực này thuộc về Trung quốc và An Nam; phần phía Đông thuộc về An Nam; phần phía Tây thuộc về Trung Quốc.
Bắt đầu từ điểm Y, đường biên giới chạy theo hướng Bắc, men theo hữu ngạn của chi lưu nhỏ bên trái của sông Lô, chi lưu này đổ vào sông Lô ở giữa Tien-pao-kia (Thiên Bảo Kha 天保牁) và làng Pei-pao (Bắc Bảo 北保 Běi-Bǎo) là đường biên giới chạy tiếp đến Kao-ma-pai (Cao Mã Bạch), điểm Z, nơi mà nó nối vào đoạn thứ ba.
Bắt đầu từ Long-po-Tchai (đoạn thứ năm) biên giới chung của Vân Nam và nước An Nam đi ngược dòng sông Long-Po-Ho (Lũng Po hà) đến chỗ hợp lưu với sông Ts'ing-chouei-ho, được đánh dấu là A trên bản đồ; từ điểm A, đường biên giới theo hướng chung đông bắc xuống tây nam cho đến điểm đánh dấu B trên bản đồ, nơi mà sông Mien-chouei-ouan đổ vào sông Sai-kiang-ho, trên đoạn biên giới này dành cho Trung Quốc dòng sông Ts'ing-chouei-ho.
Từ điểm B, đường biên giới đi hướng đông – tây cho đến điểm C, nơi mà nó gặp sông Teng-tieo-tchiang ở dưới Ta-chou-tchio. Phần phía nam đoạn biên giới này thuộc về nước An Nam, phần phía Bắc đoạn này thuộc về Trung Quốc.
Từ điểm C, nó xuôi dần xuống phía nam theo giữa sông Teng-tiao-Tchiang cho đến điểm D nơi hợp lưu của sông này với sông Tsin-tse-ho.
Sau đó, đường biên giới chạy theo sông Tsin-tse-ho khoảng 30 dặm và tiếp tục chạy theo hướng đông – tây cho đến điểm E, nơi mà nó gặp con suối nhỏ chảy vào sông Đà (Hei-liang hoặc Hắc Giang) ở phía Đông bến phà Meng-pang. Đường ở giữa suối này dùng làm biên giới từ điểm E đến điểm F.
Bắt đầu từ điểm F đường giữa sông Đà dùng làm biên giới đi về phía Tây.
Chính quyền địa phương Trung Quốc và các viên chức do Tổng Công sứ Cộng hoà Pháp ở Trung Kỳ và Bắc Kỳ chỉ định sẽ được giao trách nhiệm tiến hành việc cắm mốc, theo đúng các bản đồ do Ủy ban hoạch định biên giới vẽ và ký, và theo đường biên giới nói trên.
Kèm theo văn kiện này có ba bản đồ, mỗi bản đồ làm thành hai bản, được hai bên ký tên và đóng dấu. Trên các bản đồ này, đường biên giới mới được vẽ thành một đường đỏ và ghi trên các bản đồ của Vân Nam bằng chữ cái tiếng Pháp và các tên hàng Can – Chi Trung Quốc...."